# عيال حريفة (فلم)
عيال حريفة فيلم كوميدي مصري من إنتاج سنة 2015. الفيلم من إخراج محمود سليم، وتأليف سيد السبكي، وإنتاج أحمد السبكي، ومن بطولة محمد لطفي، ومحمود الليثي، وبوسي، وسليمان عيد، وصافيناز.
تاريخ عرض الفيلم يوافق يوم عرفة لسنة 1436 هـ.

## ملخص القصة
- يعمل سباعي مكرونة (محمد لطفي) مدربًا لكرة القدم في نادي الدقي الرياضي، لكنه لا يفلح في صنع أي انجازات تذكر في مسيرته، وهو ما يجعل حبشي غير موافق على زواجه من ابنته أوشا (بوسي)، لكن تتبقى له فرصة أخيرة لاثبات ذاته، وهو أن يتولى مسئولية تدريب فريق كرة القدم النسائية، لكنه يكتشف الكثير من التلاعب والفساد من قبل أحد النافذين في اتحاد كرة القدم.

## طاقم التمثيل
- محمد لطفي
- محمود الليثي
- بوسي
- سليمان عيد
- صافيناز
- ماهر عصام
- شيماء سيف
- حنان العربي
- حسن عبد الفتاح
- منير مكرم
- بدرية طلبة
- سامي مغاوري
- حسن البرنس
- بيومي فؤاد
- إليسار
- سعد الصغير
- نرمين ماهر
- حسن الخلعي
- خالد سامي
- شيرلي
- ناني الديب
- محمد فاروق
- جومانا القائد
- نانسي مهني
- نور الكاديكي
- أمين سعودي
- سعيد كليب
- آلاء صلاح
- حمادة صميدة
- سامية كاشير
- مصطفى أبو سريع
- تغريد فهمي

## الإنتاج
- كتب سيد السبكي قصة وسيناريو الفيلم، وكان الفيلم من إخراج محمود سليم. المنتج أحمد السبكي.